# Etiqueta (codi de conducta)

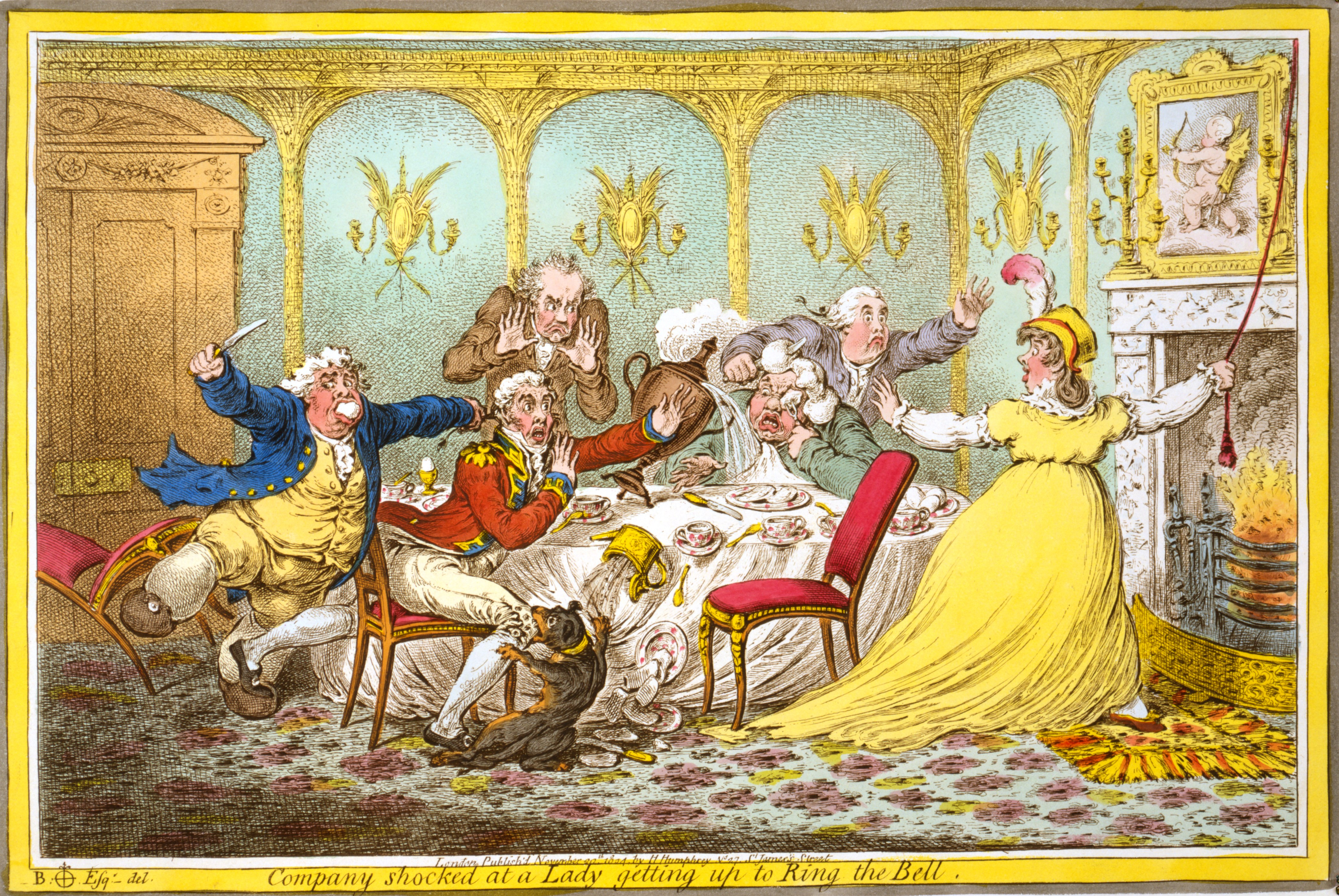
En Companyia impactada per una dona que toca la campana (1805) James Gillray va caricaturitzar «Una vídua i els seus pretendents, que sembla que han oblidat els seus modals en la intensitat de la seva admiració».

L'etiqueta és una norma de conducta que imita les expectatives per al comportament social d'acord amb les normes convencionals dins d'una societat, classe social o grup.
Étiquette és una paraula francesa que, literalment, significa 'rètol' o 'etiqueta'; es va utilitzar en un sentit modern en anglès al voltant de 1750. Des del segle xvi fins al xx, els nens van aprendre l'etiqueta a l'escola. L'etiqueta ha canviat i evolucionat al llarg dels anys.

## Història

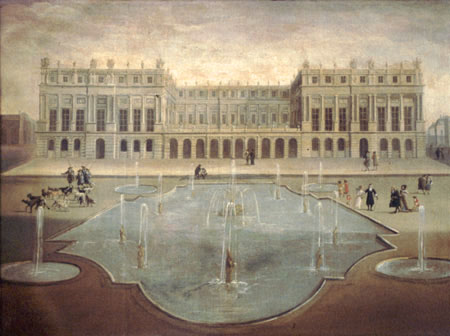
La cort del palau de Versalles de Lluís XIV va desenvolupar una forma elaborada d'etiqueta.

En el 3r mil·lenni aC, Ptahhotep va escriure Les màximes de Ptahhotep. Les màximes eren preceptes que ressaltaven virtuts civils com la veracitat, l'autocontrol i la bondat cap al proïsme. Aprendre escoltant a tothom i sabent que el coneixement humà no és perfecte són un leitmotiv. Evitar el conflicte obert mentre sigui possible no ha de ser considerat com una debilitat. Es posa l'accent en la recerca de la justícia, encara que s'admet que és el mandat d'un déu que preval en el final. Algunes de les màximes es refereixen al comportament d'un quan està en presència dels grans, com triar el mestre dret i la forma de servir-ho. Uns altres ensenyen la forma correcta de conduir a través de l'obertura i la bondat. La cobdícia és la base de tot malament i ha de tenir vigilància en contra, mentre que la generositat cap als amics i la família es considera digna d'elogi.
Confuci (551-479 aC) va ser un mestre xinès, editor, polític i filòsof la filosofia del qual va accentuar la moralitat personal i governamental, la correcció de relacions socials, la justícia i la sinceritat.
Lluís xiv (1638-1718) va transformar una casa reial de caça en Versalles, un poble a 25 km al sud-oest de la capital, en un dels palaus més grans del món, i es van traslladar oficialment la seva cort i el Govern en 1682. Va ser en aquest imponent context en el qual va domar la noblesa i dignataris estrangers impressionant amb entreteniment, cerimònia i un sistema altament codificat de l'etiqueta, afirmant la seva supremacia.

### Amabilitat

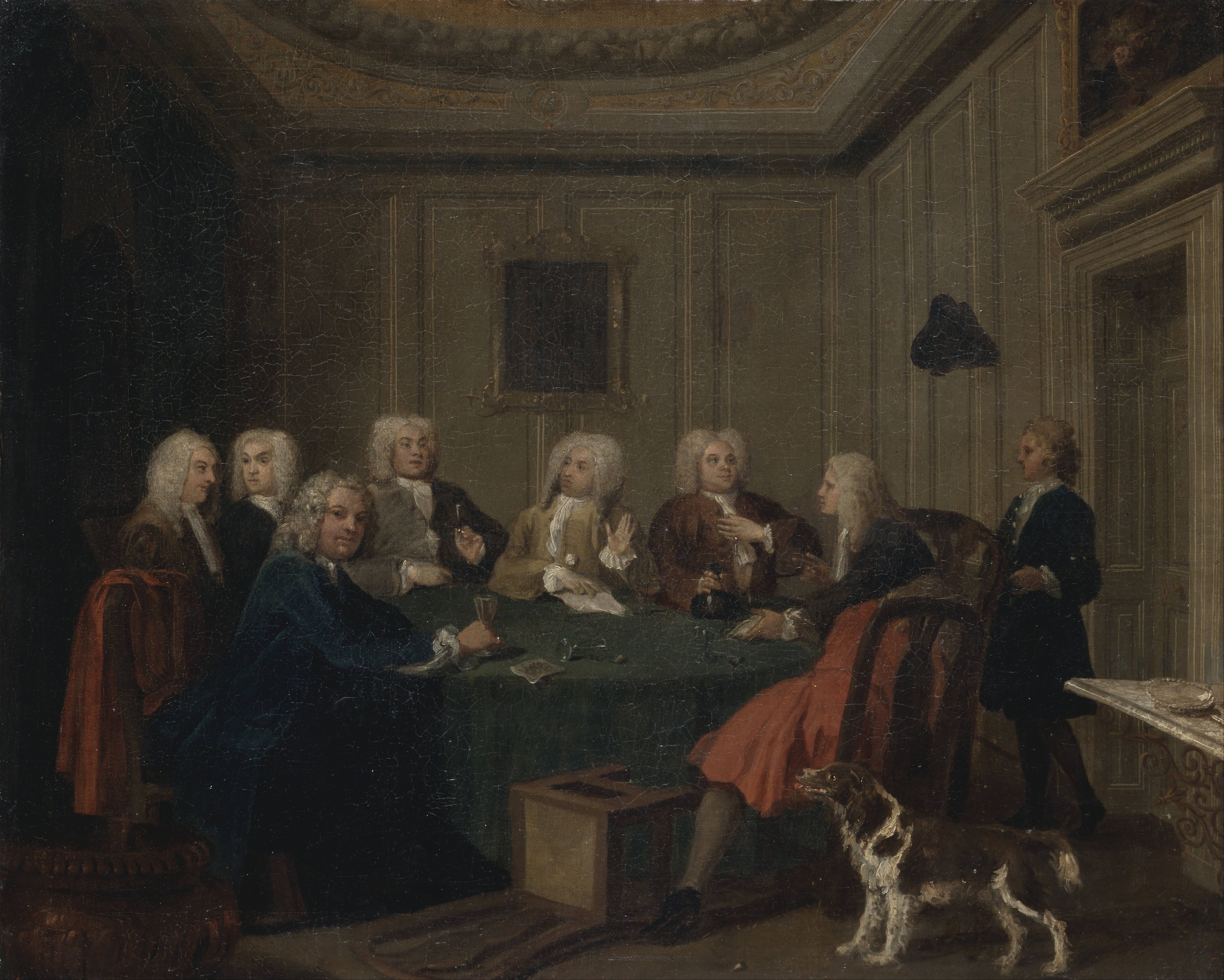
Els membres del Club de cavallers havien de ser confirmats per la societat mitjançant un estàndard de cortesia. La pintura El club dels cavallers, de Joseph Highmore, ca. 1730.

Durant l'època de la Il·lustració, un procés d'autoconsciència, d'imposició de normes i comportaments cortesos va fer que aquestes característiques es convertissin en un símbol de la classe alta. La classe mitjana de la burgesia constantment tractava de semblar-se a l'elit adoptant les seves preferències artístiques i els seus estàndards de comportament. Es preocupaven per seguir les regles d'etiqueta, com quan mostrar emoció, com vestir elegantment i com actuar amb cortesia, especialment amb les dones. El motiu d'aquest nou discurs va ser una sèrie d'assajos sobre la naturalesa de la cortesia en una societat comercial, escrit pel filòsof Lord Shaftesbury en el segle xviii. Shaftesbury defineix la cortesia com l'art de ser agradable en la companyia. L'amabilitat es pot definir com un maneig destre de les nostres paraules i accions, en la qual puguem aconseguir que altres persones tinguin una millor opinió de nosaltres i d'ells mateixos.
Periòdics com The Spectator, fundat com una publicació diària de Joseph Addison i Richard Steele en 1711, donaven consells regularment als seus lectors sobre la manera de complir amb les regles d'etiqueta requerides d'un cavaller educat. El seu objectiu declarat era «per animar la moral amb enginy, i temperar l'enginy amb la moral (...) per portar la filosofia dels armaris i biblioteques, escoles i col·legis, per habitar en els clubs i les assemblees, en el te, taules i cafès». Va proporcionar als seus lectors temes de conversa tòpics i educats i consells sobre la manera de dur a terme converses i interaccions socials d'una manera cortesa.
El concepte aliat de civisme —en referència a una interacció social desitjada que valorava el debat sobri i raonat sobre assumptes d'interès— també es va convertir en una qualitat important per a les «classes educades». Regles establertes i procediments per a la conducta adequada, així com les convencions d'etiqueta, es van esbossar per clubs de cavallers, com l'Harrington Rota Club. El propòsit d'alguns periòdics, incloent-hi The Tatler i The Spectator, jeia en la reforma dels costums i la moral.

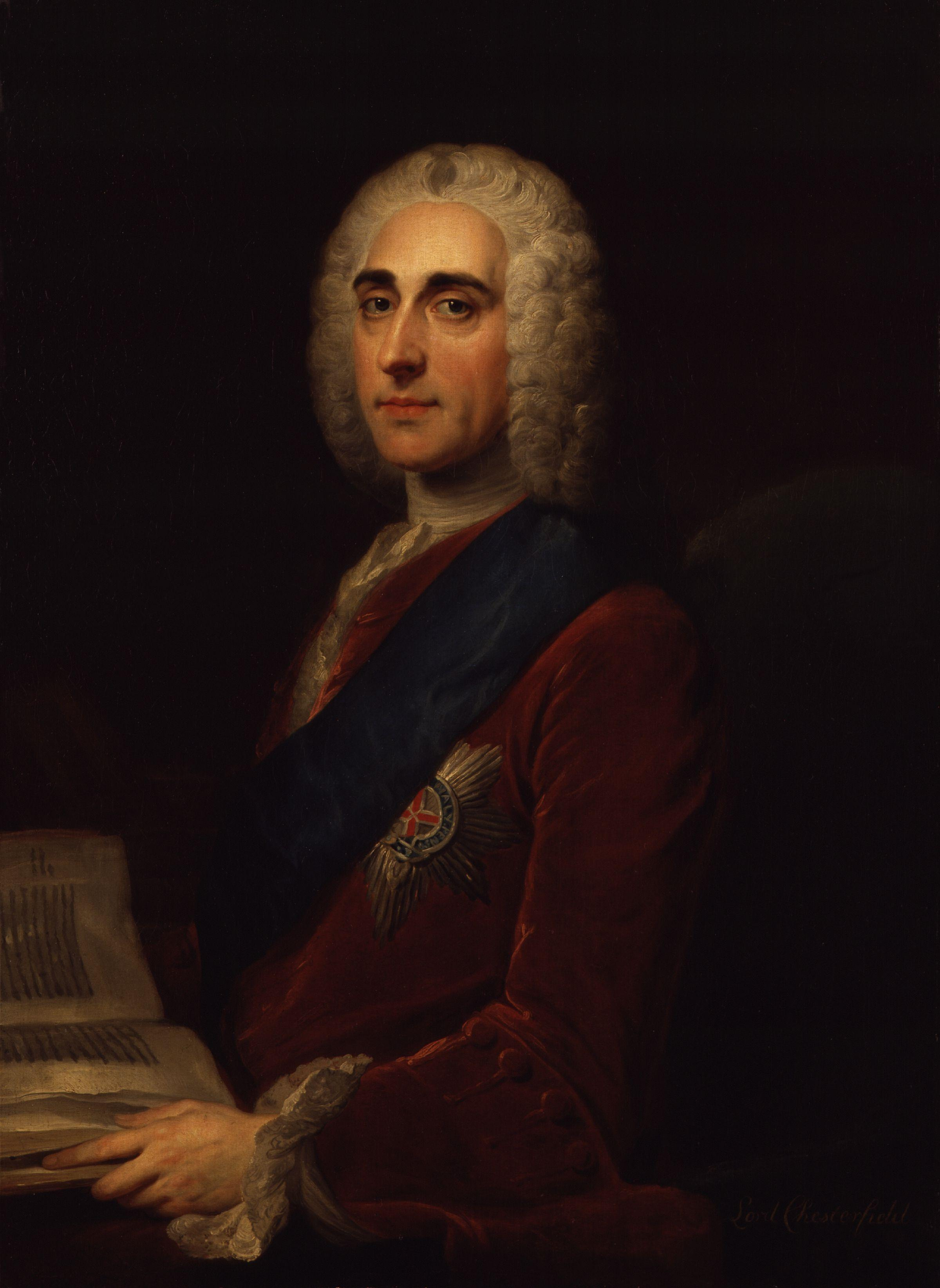
Philip Stanhope, quart comte de Chesterfield. El comte de Chesterfield va inventar el terme etiquette a mitjan. Pintura de William Hoare.

Va ser Philip Stanhope, quart comte de Chesterfield el que va utilitzar per primera vegada la paraula etiqueta en la seva accepció moderna, en cartes al seu fill en l'art de convertir-se en un home de món i un cavaller. La majoria d'aquest treball, compost per més de 400 cartes escrites des de 1737 o 1738 i continuant fins a la mort del seu fill en 1768, eren cartes instructives sobre diversos temes. Les cartes van ser publicades per primera vegada per la vídua del seu fill, Eugenia Stanhope, en 1774. Chesterfield va tractar de desvincular el tema dels costums de la moral convencional, amb l'argument que el domini de l'etiqueta era una arma important per al progrés social. Les cartes estaven plenes de saviesa i elegant observació perceptiva i deducció. Chesterfield va personificar la restricció de la bona societat del segle xviii, escrivint, per exemple, en 1748:
| « | Desitjaria profundament que se't veiés somrient amb freqüència, però que mai se t'escolti riure mentre vives. El riure freqüent i altisonant és característica de modals descurats i irreverents; és la forma en què la munió expressa la seva felicitat i assumptes simples; i ells ho criden sentir-se contents. Per a mi no hi ha gens més liberal i groller que el riure fort. No tinc una disposició cínica ni malenconiosa, i sóc propens al fet que qualsevol persona m'agradi; però estic segur que des que tinc ús de raó ningú m'ha escoltat riure. | » |

En l'època victoriana, l'etiqueta s'havia convertit en un sistema excepcionalment complicat de regles que ho regulava tot, com el mètode adequat per escriure cartes i usar els coberts; regulava minuciosament les interaccions entre diferents classes i gèneres.

## Maneres

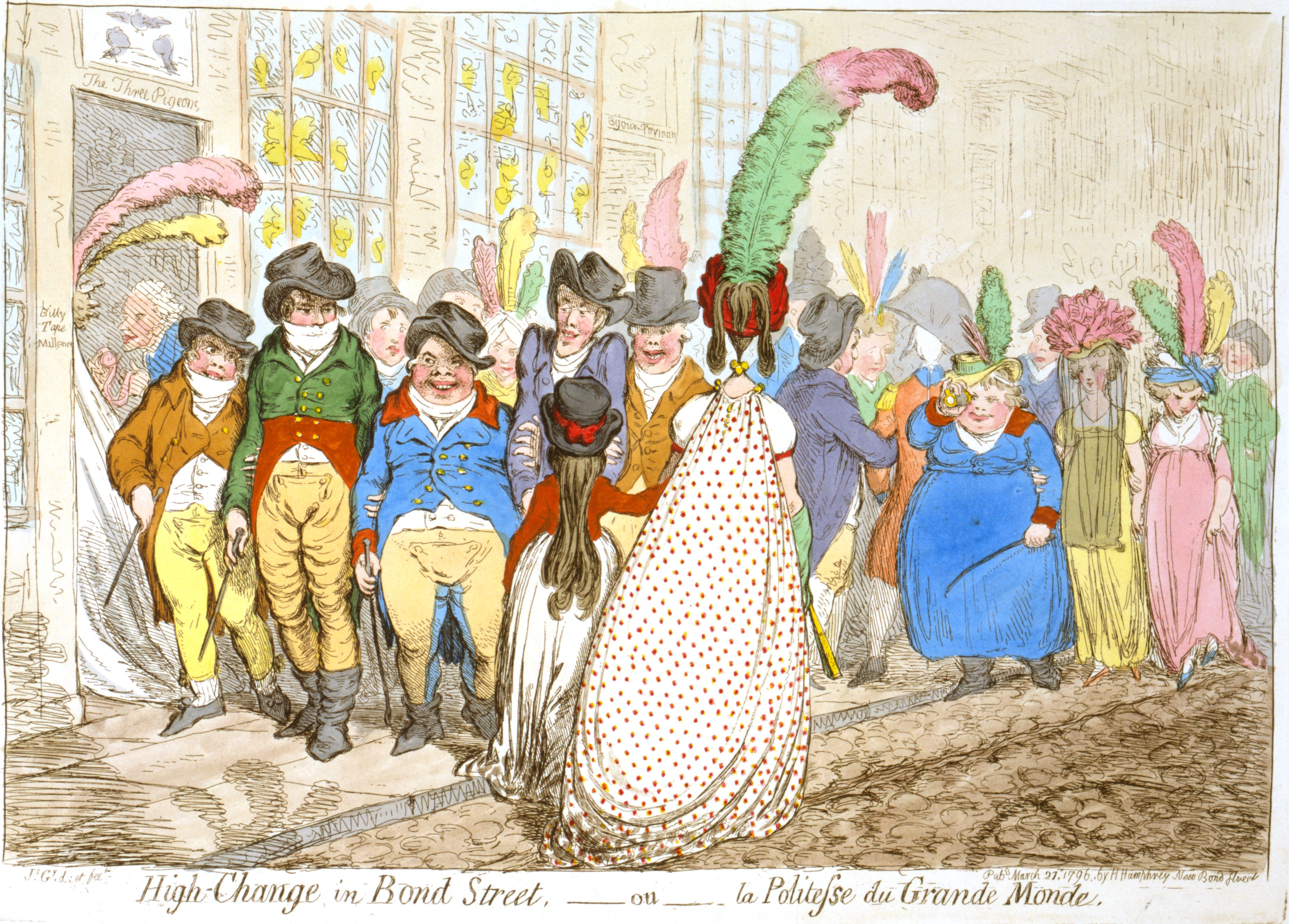
En Gran canvi en Bond Street,—o—la Politesse du Grande Monde (1796), James Gillray caricaturitzava la falta de etiquette en un grup d'homes que observaven lascivamente a una dona.

És un terme generalment precedit de les paraules bones o males per indicar si un comportament és socialment acceptable o no, respectivament. Cada cultura s'adhereix a un conjunt diferent de costums, encara que molts dels costums són comuns entre diferents cultures. Les maneres són un subconjunt de les normes socials que es fan complir de manera informal a través de l'autoregulació i la vigilància social. Permeten la «ultrasociabilitat» humana en imposar l'autocontrol i el compromís en accions ordinàries i quotidianes.

### Perspectives sociològiques
En el llibre El procés de civilització, Norbert Elias va argumentar que les maneres van sorgir com a producte de la vida en grup i persisteixen com una forma de mantenir l'ordre social. Teoritzà que les maneres van proliferar durant el Renaixement en resposta al desenvolupament de l'estat absolut. Segons Elias, els rituals associats amb les maneres en la societat de la cort d'Anglaterra estaven estretament vinculats amb l'estatus social. Per a ell, les maneres demostren la posició d'un individu dins d'una xarxa social i actuen com un mitjà pel qual l'individu pot negociar aquesta posició.
Petersen i Lupton argumenten que les maneres van ajudar a reduir els límits entre l'esfera pública i l'esfera privada i van donar lloc a «un jo que monitoreja el seu comportament amb el degut respecte als altres amb els quals ell o ella interactua socialment». Expliquen que «la conducta pública dels individus va venir a significar la seva posició social, un mitjà per a la presentació d'un mateix i dels altres que avaluen i, per tant, l'autocontrol cap a l'exterior era vital». Des d'aquesta perspectiva, les maneres són vistes no solament com un mitjà de mostrar l'estatus social, sinó també com un mitjà de mantenir els límits socials entorn de la classe i la identitat.
Noció d'habitus, de Pierre Bourdieu, també pot contribuir a la comprensió de maneres. L'habitus, explica, és un conjunt de «disposicions» que no són ni autodeterminades ni predeterminades per factors ambientals externs. Tendeixen a operar a un nivell subconscient i són «inculcades mitjançant l'experiència i l'ensenyament explícit» i produïdes i reproduïdes per les interaccions socials. Les maneres, des d'aquest punt de vista, és probable que siguin una part central de les «disposicions» que guien la capacitat de l'individu per prendre decisions de comportament socialment compatibles.

### Perspectiva antropològica
Els antropòlegs principalment s'encarreguen amb detall de les diferències culturals i les diferències en formes de veure. Teòrics com Mary Douglas han afirmat que cada cultura posseeix un conjunt únic de costums, comportaments i rituals, habilitat de la cosmologia local per romandre ordenat i lliure d'aquestes coses que poden contaminar o contaminar-se. En particular, suggereix que les idees de contaminació i disgust estan unides als marges de la conducta socialment acceptable per reduir aquest tipus d'accions i mantenir «els supòsits pels quals l'experiència és controlada».

### Perspectiva biològica i evolutiva
La biologia evolutiva es veu en l'origen de la conducta i la motivació al darrere. Charles Darwin analitza la notable universalitat de respostes facials de mala gana, vergonya i altres emocions complexes. Havent identificat el mateix comportament en els nens petits i les persones cegues, va concloure que aquestes respostes no s'aprenen, sinó que són innates. Segons Val Curtis, el desenvolupament d'aquestes respostes va ser concomitant amb el desenvolupament de maneres de comportament. Per a Curtis, les maneres tenen un paper evolutiu en la prevenció de la malaltia. Això suposa que els que eren higiènics i amables amb els altres eren més capaços de beneficiar-se dels membres dins d'un grup cultural; destaquen les millors possibilitats de supervivència i reproducció.
Catalina Cottrell i Steven Neuberg exploren com les nostres respostes conductuals a «ser aliens» poden permetre la preservació dels costums i normes. Suggereixen que la falta de familiaritat que experimentem en la interacció amb els diferents grups culturals, per primera vegada, poden servir en part una funció evolutiva: «Viure en grups implica estar envoltat d'individus capaços de danyar físicament a companys de grup, contagiar-se de malalties, o que els esforços del grup siguin aprofitats per altres». Un compromís amb la societat comporta un risc: si les amenaces d'aquest tipus no es controlen, els costos de la socialitat superaran ràpidament els seus beneficis. Per tant, per maximitzar la rendibilitat de la vida en grup, els membres del grup han d'estar en sintonia amb les característiques o comportament d'uns altres.
Per tant, es pot confiar en les persones que posseeixen trets similars als d'un grup, mentre que les que no, han de ser considerades com «uns altres» i les hi tracta amb sospita o fins i tot amb l'exclusió. Curtis sosté que la pressió selectiva nascuda d'un canvi cap a la vida comunal hauria donat lloc a individus que són rebutjats del grup per lapses d'higiene o comportament no cooperatiu. Això hauria portat a la gent a evitar accions que puguin donar lloc a la vergonya o unes altres que siguin desagradables. Joseph Henrich i Robert Boyd van desenvolupar un model per demostrar aquest procés en el treball. Expliquen que la selecció natural ha afavorit l'adquisició de mecanismes d'aprenentatge de transmissió genètica que augmenten les probabilitats d'una persona d'adquirir localment un comportament adaptatiu. La seva hipòtesi és la següent: «Els éssers humans posseeixen una codificació neural en desenvolupament fiable que obliga a tots dos a castigar a les persones que violen les normes del grup (creences o pràctiques comunes) i castigar a les persones que no castiguen a violadors de la norma». A partir d'aquest enfocament, les maneres són un mitjà de mitigar comportaments indesitjables i fomentar els beneficis de la cooperació en grup.

### Tipus
Curtis també explica específicament tres categories de maneres: higiene, cortesia i normes culturals, cadascun dels quals ajuda a explicar el paper multifacètic que les maneres juguen en societat. Aquestes categories es basen en el resultat més que la motivació, de les maneres i comportaments de manera individualitzada, i pot encaixar en dues o més categories.
- Maneres d'higiene: són maneres que afecten la transmissió de malalties. És probable que se'ls ensenyi a una edat primerenca, principalment a través de la disciplina dels pares, el compliment d'un comportament positiu entorn de la continència amb líquids corporals (tals com el control d'esfínters) i evitant o eliminant els elements que suposen un risc de malaltia per als nens. S'espera que, en l'edat adulta, les maneres d'higiene estiguin tan arrelats amb el comportament propi que es converteixin en una segona naturalesa. Les violacions són propenses a provocar respostes de disgust.

- Maneres de cortesia: demostren la capacitat per anteposar els interessos dels altres als propis. Ajuden a maximitzar els beneficis de la vida en grup mitjançant la regulació de la interacció social. La conducta d'evitar malalties de vegades pot veure's compromesa en el compliment de les maneres de cortesia. Poden ser ensenyats en la mateixa forma que els costums d'higiene, però és probable que també s'aprenguin de manera directa (és a dir, l'observació de les interaccions dels altres) o indirecta (és a dir, a través de les funcions executives del cervell). L'aprenentatge dels costums de cortesia pot tenir lloc a una edat major que els modals d'higiene, ja que els individus han de tenir almenys alguns mitjans de comunicació i certa consciència de si mateixos i de posicionament social. La violació dels costums de cortesia amb major freqüència dona lloc a la desaprovació social.

- Maneres de normes culturals: normalment demostren la identitat dins d'un grup sociocultural específic. L'adhesió als costums culturals de norma permet la demarcació de les identitats socioculturals i la creació de fronteres que informen que és de fiar o que es considerarà com «un altre». Les maneres de normes culturals s'aprenen a través de la quotidianitat i rutinització del familiar i per mitjà de l'exposició a l'aliè. Les normes culturals, per la seva pròpia naturalesa, tenen un alt nivell de variabilitat entre els grups, però és probable que siguin comuns a tots els que s'identifiquen amb una identitat d'un grup.

Les regles d'etiqueta abasten la majoria dels aspectes de la interacció social en qualsevol societat, encara que el terme en si no és d'ús comú. Una regla d'etiqueta pot reflectir un codi ètic subjacent o pot reflectir les maneres d'una persona o estat. Les regles d'etiqueta en general no són escrites, però els aspectes de l'etiqueta s'han codificat de tant en tant.

### Llibres
Erasme de Rotterdam va publicar el seu llibre Sobre les bones maneres per als joves en 1530; els aconsellava quant a la inquietud, el badall, les renyines i les esgarrapades. Destaca que un principi fonamental dels costums és la capacitat d'«ignorar fàcilment els defectes dels altres, però no caure curta a si mateix».
Des de llavors, molts autors han tractat de recopilar sobre maneres o llibres de guia d'etiqueta. Un dels més famosos va ser Emily Post, qui va començar a documentar l'etiqueta en 1922. Ella no va descriure en el seu treball sobre com detallar les «ximpleries» de la conducta diària desitjable, sinó que també va proporcionar una descripció de la conducta apropiada per als esdeveniments clau de la vida quotidiana, tals com a batejos, noces i funerals. Més tard es va establir un institut sobre els bons costums i el decoro. La més recent edició del seu llibre ofereix consells sobre temes com quan és acceptable eliminar a algú en Facebook i qui té el dret a recolzar els braços durant el vol. Llibres d'etiqueta, com aquests, així com els d'Amy Vanderbilt, Hartley, Judith Martin i Sandi Toksvig van suggerir comportaments per a una sèrie d'interaccions socials. No obstant això, tot explica que per ser una persona amb bones maneres no n'hi ha prou amb simplement llegir els seus llibres, sinó ser capaç d'emprar les bones maneres de manera fluida en qualsevol situació que pugui sorgir.

### Negocis i oficines a Occident
L'etiqueta dins d'una empresa és el conjunt de regles escrites i no escrites de conducta que fan que les interaccions socials funcionin millor. L'etiqueta de les oficines en particular s'aplica a un grup de treball d'interacció, a exclusió de les interaccions amb els contactes externs, com a clients i proveïdors. En dur a terme les reunions de grup als Estats Units, l'Assemblea podria seguir les Regles d'Ordre de Robert, si no hi ha altres polítiques de l'empresa per al control d'una reunió.
Aquestes regles sovint van fer ressò en tota una indústria o economia. Per exemple, el 49 % dels reclutadors enquestats el 2005 per l'Associació d'Universitats Americanes va observar que un vestit no tradicional seria una gran influència per considerar a un candidat potencial per al lloc.
L'etiqueta en els negocis pot variar considerablement depenent del país, la qual cosa invariablement es relaciona amb la seva cultura. Per exemple, una diferència notable entre la Xina i Occident en l'etiqueta de negocis és evitar conflictes. Les empreses xineses prefereixen mirar a la gestió de relacions per evitar conflictes, mentre que a Occident deixen la solució de conflictes a la interpretació de la llei a través de contractes i advocats.
Ajustar-nos a l'etiqueta estrangera és un complement important del xoc cultural, que proporciona un mercat per als manuals. Altres recursos inclouen institucions empresarials i de diplomàcia, les quals únicament estan disponibles en alguns països com Regne Unit.
En 2011 un grup d'experts en etiqueta i un grup empresarial internacional van formar una organització sense finalitats de lucre anomenada Litti per ajudar els recursos humans de les multinacionals en la tasca de mesurar les habilitats d'etiqueta dels empleats potencials. Es feia durant el procés de contractació mitjançant l'estandardització de la imatge i l'examen d'etiqueta, similar al que fa iso per a mesuraments de processos industrials.

## Diferències culturals

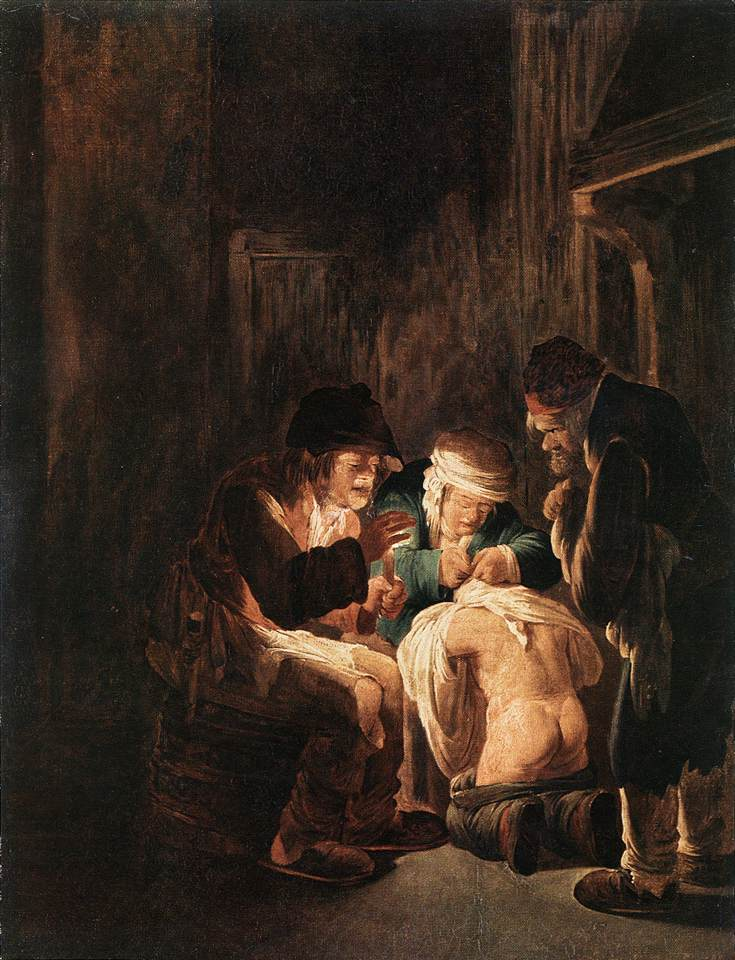
Caça de polls amb llum de vela, de l'holandès Andries Both (ca. 1612/13-1641).

Com podem observar, l'etiqueta depèn molt de la cultura; el que és perfectament vist en una societat pot sorprendre a una altra. L'etiqueta no és estàtica, va evolucionant dins de cada cultura. El pintor holandès Andries Both mostra que la recerca de polls (vegeu il·lustració a la dreta) era una ocupació de condícia civilitzada en l'alta edat mitjana, una experiència d'unió que va reforçar el rang comparatiu de dues persones: un preparava a l'altre. Això s'havia convertit en una ocupació camperola de 1630. El pintor retrata l'operació amb naturalitat, sense el desdeny que aquest tema hauria rebut en una representació del segle xix.
L'etiqueta pot variar àmpliament entre les diferents cultures i nacions. Per exemple, en la cultura hausa, estar dempeus mentre es menja pot ser vist com una conducta ofensiva i de mal averany; fins i tot insultar a l'amfitrió mostra una falta de respecte per l'escassetat d'aliments i es coneix com «menjar amb el diable» o «cometre santi». A la Xina, una persona que pren l'últim element del menjar d'un plat comú o bol sense abans oferir-ho als altres en la taula pot ser vist com un golut que està insultant a la generositat de l'amfitrió. Tradicionalment, si els clients no tenen restes de menjar davant d'ells al final d'un menjar, és a la deshonra de l'acolliment. Als Estats Units d'Amèrica, s'espera que un convidat es mengi tot el menjar que se'ls dona, com un complement a la qualitat de la cuina. No obstant això, encara es considera de bona educació oferir-li menjar d'un plat o bol comú als altres en la taula.
En les cultures jeràrquiques rígides com Corea i el Japó, l'alcohol ajuda a descompondre l'estricta barrera social entre les classes. Permet un toc d'informalitat. És tradicional que amfitrió i hoste s'alternin omplint les copes dels altres i s'estimulen entre si per engolir. Per a algú que no consumeix alcohol (excepte per raons religioses) pot ser difícil escapar del ritual de la beguda social.
L'etiqueta és un tema del qual s'han ocupat escriptors i pensadors de totes les societats complexes durant milers d'anys, a partir d'un codi de conducta per Ptahhotep, el visir d'un Imperi Antic d'Egipte durant el regnat de la dinastia v del rei Djedkare Isesi (ca. 2414-2375 a.E.C.). Totes les civilitzacions lletrades conegudes, incloent-hi l'antiga Grècia i Roma, van desenvolupar regles per a la conducta social adequada. Confuci inclou regles per menjar i parlar juntament amb les seves dites més filosòfiques.
Concepcions modernes sobre quin comportament identifica un cavaller van ser codificades al segle xvi, en un llibre de Baldassare Castiglione, Il Cortegiano ('El Cortesà'). La seva codificació de les expectatives en la cort d'Urbino es va mantenir vigent en l'essencial fins a la Primera Guerra Mundial. Lluís xiv va establir una cerimònia de tall elaborada i rígida, la qual cosa es va distingir de l'alta burgesia; continuant a menjar, amb estil i meticulosament, amb els seus dits. Un llibre important sobre l'etiqueta és Il Galateo, de Giovanni della Casa; de fet, en italià, l'etiqueta és generalment anomenada galateo (també etichetta o protocollo).
En les colònies americanes, Benjamin Franklin i George Washington van escriure codis de conducta per als joves cavallers. La immensa popularitat de columnes de consells i llibres de Letitia Baldrige i Miss Modals mostren la vigència d'aquest tema. Encara més recentment, l'auge d'Internet ha fet necessària l'adaptació de les normes de conducta existent per crear la netiqueta, que regula la redacció de correus electrònics, les regles per participar en un fòrum en línia, i així successivament.
A Alemanya existeixen molts llibres que tracten sobre l'etiqueta, especialment com menjar, vestir, etc., i es diuen el Knigge, en honor a Adolph von Knigge, que va escriure el llibre Über den Umgang mit Menschen ('Sobre les relacions humanes') a finals del segle xviii. No obstant això, aquest llibre tracta dels bones maneres i també sobre l'estat social del seu temps, però no sobre l'etiqueta.
L'etiqueta pot ser exercida com a arma social. L'adopció externa dels gestos superficials d'un grup en el qual, en honor de la promoció social s'aparenta una preocupació pels altres, és considerada per molts una forma d'esnobisme, freturós de virtut.

## Per a més informació
- Serres, Jean. Practical Handbook of Protocol.  3 avenue Pasteur – 92400 Courbevoie, France: Editions de la Bièvre, 2010, p. 474. ISBN 290595504X. Originally published in 1947
- Serres, Jean. "Manuel Pratique de Protocole", XIe Edition.  3 avenue Pasteur – 92400 Courbevoie, France: Editions de la Bièvre, 2010, p. 478. ISBN 2-905955-03-1. Originally published in 1947
- Tuckerman, Nancy. The Amy Vanderbilt Complete Book of Etiquette.  Garden City: Doubleday, 1995. ISBN 0-385-41342-4. Originally published in 1952, this and Emily Post's book Etiquette in Society in Business in Politics and at Home were the U.S. etiquette bibles of the 1950s–1970s era.
- Debrett's Correct Form.  Debrett's Ltd, 2006. ISBN 1-870520-88-2.
- Bryant, Jo. Debrett's A–Z of Modern Manners.  Debrett's Ltd, 2008. ISBN 1-870520-75-0.
- Marsh, Peter. Eye to Eye.  Tospfield: Salem House Publishers, 1988. ISBN 0-88162-371-7.
- From Clueless to Class Act: Manners for the Modern Woman.  Sterling, 2006. ISBN 9781402739767.  From Clueless to Class Act: Manners for the Modern Man.  Sterling, 2006. ISBN 9781402739750.  The Etiquette Book: A Complete Guide to Modern Manners.  Sterling, 2011. ISBN 9781402776021. by Jodi R.R. Smith deal with proper etiquette for men and women.
- Johnson, Dorothea. The Little Book of Etiquette. The Protocol School of Washington.  Philadelphia: Running Press, 1997, p. 127. ISBN 978-0-7624-0009-6.
- Martin, Judith. Miss Manners' Guide to Excruciatingly Correct Behavior, Freshly Updated.  W.W. Norton & Co., 2005, p. 858. ISBN 0-393-05874-3.
- Baldrige, Letitia. New Manners for New Times: A Complete Guide to Etiquette.  Nueva York: Scribner, 2003, p. 709. ISBN 0-7432-1062-X.
- Brown, Robert E.; Dorothea Johnson The Power of Handshaking for Peak Performance Worldwide.  Herndon, Virginia: Capital Books, Inc., 2004, p. 98. ISBN 1-931868-88-3.
- Secrets of Seasoned Professionals: They learned the hard way so you don't have to, by Kelly A. Tyler, Fired Up Publishing (2008), ISBN 978-0-9818298-0-7, 146 pages.
- Town & Country Modern Manners: The Thinking Person's Guide to Social Graces, by Thomas P. Farley, Hearst Books (September 2005), ISBN 1-58816-454-3, 256 pages.
- Manners That Sell: Adding the Polish that Builds Profits, by Lydia Ramsey, Longfellow Press (2007), 978-0967001203, 188 pages.
- Loewen, Arley. "Proper Conduct (Adab) Is Everything: The Futuwwat-namah-I Sultani of Husayn Vaiz-I Kashifi. "International Society for Iranian Studies. (2003): 544-570. JSTOR.
- Socially Smart in 60 Seconds: Etiquette Do's and Don'ts for Personal and Professional Success, by Deborah Smith Pegues, Harvest House Publishers (2009), ISBN 978-0-7369-2050-6.
- The Britiquette Series: The Must-Have Guide to Posh Nosh Table Manners (66 pages) and The Slightly Rude But Much Needed Guide to Social Grace & Good Manners (101 pages), by Elaine Grace, (2007), (EBooks).
- Business Class: Etiquette Essentials for Success at Work by Jacqueline Whitmore, St. Martin's Press (2005), ISBN 0-312-33809-0, 198 pages.
- Qamar-ul Huda. "The Light Beyond Shore In the Theology of Proper Sufi Moral Conduct (Adab)."
- Journal of The American Academy of Religion 72.2 (2004): 461-484. Academic Search Premier.